# 卢西塔尼娅·塔塔富
卢西塔尼娅·塔塔富（Lusitania Tatafu，1998年2月20日—）是一名汤加女子射箭运动员，主攻反曲弓。她在2012年出战新西兰全国射箭锦标赛，完成自己的国际赛事首秀。2014年，她参加南京青奥，其中女子个人反曲弓止步第一轮，混合团体反曲弓则止步第二轮。2016年，她透过奥运射箭大洋洲区资格赛获得里约奥运参赛资格。里约奥运正赛上，他在女子个人反曲弓项目第一轮遭韩国选手張惠珍淘汰出局。